# Capizzone
Capizzone [kapiˈʦːoːne] (Capissù [kapiˈsu] o Capizzù in dialetto bergamasco) è un comune italiano di  1 193 abitanti della provincia di Bergamo in Lombardia. Situato in Valle Imagna, dista circa 17 chilometri a nord-ovest dal capoluogo orobico.
Secondo lo Statuto, Capizzone non ha frazioni: esso è suddiviso in contrade, tra le quali Cabignone, Mortesina, Le Grate, Medega e Cabasso.

## Origini del nome
La località anticamente era conosciuta come Plive o Plebe, nome con cui era citata ancora nel XV secolo, in quanto “Ca' Pizzoni” è il nome di una delle contrade, ed essendoci quella detta Ca' dei Pizzoni, avrebbe creato confusione. Il nome della contrada deriva dalla famiglia Pizzoi o Pisoni, che, probabilmente numerosa, aveva abitato il territorio e citata nel 1359 anche se si considera che fosse presente già molto prima: «in cantono de plive ubi dicitur ad domos pizonum», il termine Pis o Pizoni indicherebbe località con ruscello o corso d'acqua.

## Storia
La storia del paese è ancora avvolta da un velo di incertezza, vista la mancanza di ritrovamenti o documenti che permettano di datare i primi insediamenti stabili. Si pensa tuttavia che i primi abitanti presenti sul territorio siano stati i Romani, vista la loro presenza in tutto il resto della valle Imagna e della valle Brembana.
È comunque in epoca medievale che il paese comincia ad assumere una fisionomia ben precisa, con le numerose contrade unite in un'unica entità amministrativa. Fu comunque un periodo molto travagliato, visto che nella zona imperversarono scontri cruenti, molto più che nelle altre zone della provincia bergamasca, tra guelfi e ghibellini.
Questo per il fatto che la valle Imagna, prevalentemente guelfa, era in netta contrapposizione con l'attigua valle Brembilla, schierata con i ghibellini. In tutta la zona sorsero numerose fortificazioni, e Capizzone si dotò di alcune costruzioni a scopo difensivo.
I primi scontri videro prevalere i guelfi, tanto che i ghibellini chiesero aiuto ai Visconti, signori di Milano. Questi riuscirono a sconfiggere gli avversari e ad estendere il proprio dominio sulle valli della zona. Il modo con cui infierirono sugli avversari portò i guelfi a cercare più volte la vendetta con ulteriori uccisioni.
Dopo continui ribaltamenti di fronte, il dominio dei Visconti e dei ghibellini fu definitivo, anche se il rancore guelfo dava spesso seguito a rivolte popolari, avvenute anche a Capizzone tra il 1363, ed il 1407, e soffocate con le armi.
La situazione si rovesciò quando la zona passò sotto il controllo della repubblica di Venezia che, in contrapposizione con i Visconti, sosteneva lo schieramento guelfo. Seguirono distruzioni nei confronti dei possedimenti ghibellini, mentre i paesi guelfi, tra cui Capizzone, ebbero un trattamento di favore come citato in documenti dell'epoca:
(Effemeridi di Padre Donato Calvi)
Le cronache ci raccontano inoltre che la contrapposizione di Capizzone con il vicino borgo di Brembilla non era dovuta soltanto ai sopraccitati motivi, ma anche al predominio su un territorio posto alla sinistra orografica del torrente Imagna.
Anche in questo caso le lotte furono molto cruente, con incursioni di entrambi i contendenti nei territori dell'altra comunità. In una di queste spedizioni, effettuata dai brembillesi in territorio di Capizzone, si verificò addirittura la distruzione della chiesa parrocchiale, della quale resta ancora la torre campanaria, discosta dall'attuale edificio sacro ricostruito successivamente. 
La disputa ebbe termine nel XVI secolo grazie al diretto intervento di Carlo Borromeo, che restituì a Capizzone il territorio in questione.
Gli abitanti del borgo comunque si contraddistinsero anche nei secoli successivi per la loro animosità, che spesso fu motivo di contrasto tra le numerose contrade che compongono il territorio comunale.
Inoltre Capizzone ha avuto un suo illustre cittadino: si tratta di Giacomo Pellegrini (1873–1936), noto poeta dialettale bergamasco.
I secoli successivi videro pochi fatti di rilievo coinvolgere la piccola comunità che, forte del proprio isolamento, seguì le vicende del resto della provincia senza parteciparvi in modo diretto.

### Simboli
Lo stemma, progettato dallo Studio Araldico di Genova e approvato con delibera del Consiglio comunale del 18 giugno 1982, è stato concesso ufficialmente con decreto del presidente della Repubblica il 25 febbraio 1983.
(D.P.R. 25 febbraio 1983)
La figura principale è la cella campanaria risalente al XII secolo, che in origine era una torre d'avvistamento. Gli abitanti di Capizzone furono coinvolti nelle numerose faide tra Guelfi e Ghibellini e dovettero contrastare le incursioni dal vicino paese di Brembilla per il controllo della sinistra orografica della Valle Imagna. I frutti, disposti come suggerito dall’Ufficio Araldico della Presidenza del Consiglio dei Ministri, rappresentano le coltivazioni più importanti e rappresentative del territorio: le mele e le castagne.
Il gonfalone è un drappo di azzurro.

## Monumenti e luoghi d'interesse
Nel centro storico fa bella mostra di sé la torre campanaria che, risalente al XII secolo, era prima preposta a scopi difensivi e poi inglobata nel complesso della chiesa parrocchiale, poi distrutta al termine dell'epoca medievale.
Poco distante si trova la nuova chiesa parrocchiale di San Lorenzo. Il corpo principale dell'edificio presenta un'unica navata a pianta rettangolare con l'aggiunta, in un secondo momento, della facciata in stile neogotico. All'interno sono conservate opere pittoriche eseguite da artisti locali.
Molto interessante è inoltre la chiesa di Santa Maria Elisabetta, posta in un punto molto panoramico nella località Mortesina. Risalente al XII secolo e recentemente ristrutturata, venne utilizzata, nel XVII secolo, per seppellire i morti a seguito della violenta ondata di peste di manzoniana memoria. Risalente al XIV secolo è la piccola cappella Santa Maria Immacolata.

## Società

### Evoluzione demografica
Abitanti censiti

## Amministrazione
| Periodo        | Periodo        | Primo cittadino       | Partito                                     | Carica  | Note |
| -------------- | -------------- | --------------------- | ------------------------------------------- | ------- | ---- |
| 14 giugno 2004 | 25 maggio 2014 | Uberto Pellegrini     | lista civica Uniti per Capizzone            | sindaco |      |
| 26 maggio 2014 | in carica      | Alessandro Pellegrini | lista civica Progetto Insieme per Capizzone | sindaco |      |